# وشنوری
وشنوری (به چکی: Všenory) یک منطقهٔ مسکونی در جمهوری چک است که در شهرستان پراگ-غرب واقع شده‌است.
 وشنوری ۳٫۵۵ کیلومتر مربع مساحت و ۱٬۵۶۳ نفر جمعیت دارد و ۲۲۵ متر بالاتر از سطح دریا واقع شده‌است.